# Tofta, Halmstads kommun
Tofta är en bebyggelse utmed riksväg 25 i Snöstorps socken i Halmstads kommun. Från 2015 avgränsar SCB här en småort.